# Aphanes lusitanica
Aphanes lusitanica är en rosväxtart som beskrevs av P Frost-olsen. Aphanes lusitanica ingår i släktet jungfrukammar, och familjen rosväxter. Inga underarter finns listade i Catalogue of Life.